# Лонгасы
Лонгасы — деревня в составе Великогубского сельского поселения Медвежьегорского района Республики Карелия.

## Общие сведения
Расположена на острове Большой Клименецкий в северной части Онежского озера. Имеется пассажирская пристань.

## Население
Численность населения в 1905 году составляла 121 человек.
| 2002 | 2010 | 2013 |
| ---- | ---- | ---- |
| 16   | ↗23  | ↘17  |

## Известные уроженцы
- Романов Козьма Иванович (1789—1878) — сказитель русских былин.[6]
- Севериков Степан Петрович (1788—1851) — градоначальник Петрозаводска, купец.
- Лысанов Василий Дмитриевич (1857—?) — градоначальник Петрозаводска, купец.